# Ламон (коммуна)
Ламон (итал. Lamon) — коммуна в Италии, располагается в провинции Беллуно области Венеция.
Население составляет 3411 человек, плотность населения составляет 63 чел./км². Занимает площадь 54 км². Почтовый индекс — 32033. Телефонный код — 0439.
Покровителем коммуны почитается святой апостол Пётр. Праздник ежегодно празднуется 29 июня.